# Peter Scholz (Kunsthistoriker)
Peter Scholz (* 28. September 1977 in Hagen) ist ein deutscher Kunsthistoriker und Kurator.

## Biografie
Peter Scholz studierte Kunstgeschichte, Anglistik, Italienische Philologie und Vorderasiatische Archäologie an der Ludwig-Maximilians-Universität München, der University of Birmingham und an der Freien Universität Berlin. Dort magistrierte er 2007 unter der Betreuung von Klaus Krüger und Werner Busch.
Von 2007 bis 2010 war Scholz am Kunsthistorischen Institut in Florenz (Max-Planck-Institut) als wissenschaftlicher Mitarbeiter der Direktion von Alessandro Nova tätig. Anschließend war er als wissenschaftlicher Assistent am Projekt Herrschaftsraum und Wissenskultur beteiligt.  Er promovierte an der Universität Zürich 2013 bei Tristan Weddigen zum Thema Räume des Sehens – Giusto de’ Menabuoi und die Wissenskultur des Trecento in Padua. Interdisziplinär ausgerichtet, verbindet diese erste deutsche Monografie zum Maler Giusto de’ Menabuoi kunsthistorische, kulturwissenschaftliche und wissenssoziologische Ansätze.
Nach einem Projekt zum gründerzeitlichen Maler Franz von Defregger, war er von Anfang 2015 bis Mitte 2017 kuratorischer Mitarbeiter an der Staatsgalerie Stuttgart. Hier war er u. a. beteiligt an den Ausstellungen Albrecht Dürer und Lucas van Leyden – Kunst und Leben um 1500, Francis Bacon – Unsichtbare Räume sowie der Großen Landesausstellung Der Meister von Meßkirch. Katholische Pracht in der Reformationszeit. Die von Scholz kuratierte Ausstellung Rembrandts Schatten. England und die Schwarze Kunst wurde von Publikum und Medien, u. a. im Magazin Der Spiegel, positiv aufgenommen. Zugleich war er von 2015 bis 2017 Lehrbeauftragter am von Karin Leonhard besetzten Lehrstuhl für Kunstwissenschaft der Universität Konstanz.
Von 2017 bis 2022 war Scholz Bereichsleiter und Kustos der Älteren Kunstgeschichtlichen Sammlungen (Kunst vor 1900) am Tiroler Landesmuseum Ferdinandeum in Innsbruck. Dort verantwortete er u. a. die Umgestaltung und Neuaufstellung der Räume für Mittelalter und Renaissance und stellte erstmals seit 100 Jahren wieder Highlights der Sammlung italienischer Kunst aus. Anschließend wechselte er zur Klassik Stiftung Weimar, wo er von 2022 bis 2024 die Abteilungsleitung Residenzschloss, Hof- und Residenzkultur sowie die Kunstsammlungen bis 1860 verantwortete. 2025 gründete er das Unternehmen scholz and art und ist seither einerseits als freier Kurator, Autor, Keynote Speaker und Moderator sowie andererseits als Kunsthändler und Sammlungsberater tätig. Scholz widmet sich in Ausstellungen, Projekten, Tagungen, Vorträgen und Publikationen der italienischen, deutschen, niederländischen und englischen Kunst unterschiedlicher Epochen.

## Zitat
„Der Ausgangspunkt muss immer das individuelle Werk sein. Als Kurator steht nicht die Selbstverwirklichung im Vordergrund, sondern die optimale Präsentation und Inszenierung der Objekte. Kunstwerke sind nun mal keine Alltagsgegenstände, sondern haben eine eigene ästhetische Qualität, die man nicht in ein starres Korsett zwingen kann.“